# Baliemvisslare
Baliemvisslare (Pachycephala balim) är en fågel i familjen visslare inom ordningen tättingar.

## Utseende och läte
Baliemvisslaren är en medelstor tätting. Hanen är färgglad med gult på buken, svart på huvudet och i ett bröstband och vitt på strupen. Honan har brunt på huvud och bröst med fjälligt mönster på strupen. Sången består av en visslad ramsa, där vissa toner är explosiva. 

## Utbredning och systematik
Fågeln förekommer i dalarna Baliem och Bele på norra Nya Guinea. Tidigare betraktades den som underart till guldvisslare (P. pectoralis) och vissa gör det fortfarande. 

## Levnadssätt
Baliemvisslare hittas i bergsbelägna skogar och uppväxande miljöer.

## Status
IUCN erkänner den inte som art, varvid den inte placeras i någon hotkategori